# Великая Виска
Вели́кая Ви́ска (укр. Велика Виска) — село, центр Марьяновской сельской общины Новоукраинского района Кировоградской области Украины.
В 1923—1958 году было центром Великовисковского района. После упразднения района вошло в состав Маловисковского района. В 2020 году стало центром Марьяновской сельской общины Новоукраинского района.
Население по переписи 2001 года составляло 2487 человек. Почтовый индекс — 26241. Телефонный код — 5258. Код КОАТУУ — 3523181201.